# Julian Lennon
John Charles Julian Lennon (Liverpool, Anglaterra, 8 d'abril de 1963) és un músic anglès. Fill únic del matrimoni conformat pel beatle John Lennon i Cynthia Powell i germanastre de Sean Lennon. El nom de Julian ve a ser un homenatge a la seva difunta àvia, Julia.

## Biografia
Brian Epstein, representant de The Beatles i padrí de Julian, va suggerir a John ocultar el seu matrimoni i paternitat per un temps per no afectar la popularitat del grup. Va ser així que Julian va viure allunyat dels mitjans i de la publicitat de la beatlemania. Arran d'això, Julian va viure la seva infància amb un pare absent, per la qual cosa solia mostrar-se fred en parlar del seu pare John, i sentia enemistat amb Yoko Ono. En morir el seu pare, va decidir abandonar aquesta enemistat, i actualment té molt bona relació amb Yoko i especialment amb el seu mig germà Sean, a qui adora: «I just love Sean, and I didn't want to hurt him...». («Jo només estimo a Sean, i no vaig voler llastimar-lo a ell...»)
Julian va inspirar certes composicions musicals de The Beatles, com la coneguda cançó del seu pare Lucy in the Sky with Diamonds, a partir d'un dibuix que ell havia fet; John també va escriure Good Night com una cançó de bressol per a Julian, la qual va ser cantada per Ringo Starr. Així mateix, va inspirar a Paul McCartney en la cançó Hey Jude per consolar-ho pel divorci dels seus pares, causat pel romanç de John Lennon amb Yoko Ono. En l'emissió d'American Top 40 the 80's del 9 de febrer de 1985, Casey Kasem va esmentar que Cynthia Powell va quedar embarassada al juliol de 1962 i juntament amb John van decidir mantenir en secret el naixement de Julian.
El debut musical de Julian va ser a primerenca edat, als 10 anys, tocant la bateria en la cançó Ja-Ja de l'àlbum Walls and Bridges de John Lennon. La seva carrera artística es va fer popular amb el debut del seu disc Valotte i amb la cançó Too late for Goodbyes l'any 1984. Després del gran èxit, va haver-hi temps de vendes baixes i Julian va recórrer al alcohol i drogues.
La seva veu, aspecte i estil musical són molt similars als de John Lennon, per la qual cosa es va especular alguna vegada amb la tornada de The Beatles amb ell com a integrant, la qual cosa mai va succeir.
Julian Lennon és també el productor del documental anomenat WhaleDreamers que tracta sobre una tribu aborigen d'Austràlia i de la seva relació especial amb les balenes. Aquest documental també tracta sobre molts assumptes del medi ambient. Aquesta pel·lícula ha rebut molts premis i va ser presentada a la Festa Cinematogràfica de Cannes 2007.

## Discografia

### Albums
Àlbums d'estudi
| 1984                                     | Valotte                         | 20  | 17 | 8  | 12 | 60 | 41 | 15 | 15 | - BPI: Silver - RIAA: Platinum |
| 1986                                     | The Secret Value of Daydreaming | 93  | 32 | 65 | 22 | —  | —  | —  | 25 | - RIAA: Gold                   |
| 1989                                     | Mr. Jordan                      | —   | 87 | 18 | 46 | —  | —  | —  | —  |                                |
| 1991                                     | Help Yourself                   | 42  | —  | 5  | —  | —  | —  | —  | —  |                                |
| 1998                                     | Photograph Smile                | 78  | —  | 28 | —  | 94 | 70 | —  | —  |                                |
| 2011                                     | Everything Changes              | 106 | —  | —  | —  | —  | —  | —  | —  |                                |
| "—" vol dir que no va entrar en llistes. |                                 |     |    |    |    |    |    |    |    |                                |

Àlbums recopilatoris
| Any  | Títol                                                  |
| ---- | ------------------------------------------------------ |
| 2001 | VH-1 – Behind the Music – The Julian Lennon Collection |

### Senzills
| Any                                    | Títol                         | Àlbum                                | Posicions més altes en les llistes | Posicions més altes en les llistes | Posicions més altes en les llistes | Posicions més altes en les llistes | Posicions més altes en les llistes | Posicions més altes en les llistes | Posicions més altes en les llistes | Posicions més altes en les llistes | Posicions més altes en les llistes |
| Any                                    | Títol                         | Àlbum                                | US Hot 100                         | US Adult Contemporary              | US Mainstream Rock                 | US Modern Rock                     | UK                                 | AUS                                | NZ                                 | GER                                | SWE                                |
| -------------------------------------- | ----------------------------- | ------------------------------------ | ---------------------------------- | ---------------------------------- | ---------------------------------- | ---------------------------------- | ---------------------------------- | ---------------------------------- | ---------------------------------- | ---------------------------------- | ---------------------------------- |
| 1984                                   | "Valotte"                     | Valotte                              | 9                                  | 4                                  | 2                                  | –                                  | 55                                 | 75                                 | 10                                 | –                                  | –                                  |
| 1985                                   | "Too Late For Goodbyes"       | Valotte                              | 5                                  | 1                                  | 11                                 | –                                  | 6                                  | 13                                 | 24                                 | 26                                 | 17                                 |
| 1985                                   | "Say You're Wrong"            | Valotte                              | 21                                 | 6                                  | 3                                  | –                                  | 75                                 | 31                                 | –                                  | –                                  | –                                  |
| 1985                                   | "Jesse"                       | Valotte                              | 54                                 | –                                  | 24                                 | –                                  | –                                  | –                                  | –                                  | –                                  | –                                  |
| 1985                                   | "Because"                     | Dave Clark's Time Soundtrack         | –                                  | –                                  | –                                  | –                                  | 40                                 | 66                                 | –                                  | –                                  | –                                  |
| 1986                                   | "Stick Around"                | The Secret Value Of Daydreaming      | 32                                 | –                                  | 1                                  | –                                  | 86                                 | 79                                 | –                                  | –                                  | –                                  |
| 1986                                   | "Time Will Teach Us All"      | Dave Clark's Time Soundtrack         | –                                  | –                                  | –                                  | –                                  | –                                  | –                                  | –                                  | –                                  | –                                  |
| 1986                                   | "This Is My Day"              | The Secret Value Of Daydreaming      | –                                  | –                                  | –                                  | –                                  | –                                  | –                                  | –                                  | –                                  | –                                  |
| 1986                                   | "Want Your Body"              | The Secret Value Of Daydreaming      | –                                  | –                                  | –                                  | –                                  | –                                  | –                                  | –                                  | –                                  | –                                  |
| 1986                                   | "Midnight Smoke"              | Mike Batt's The Hunting of the Snark | –                                  | –                                  | –                                  | –                                  | –                                  | –                                  | –                                  | –                                  | –                                  |
| 1989                                   | "Now You're in Heaven"        | Mr. Jordan                           | 93                                 | –                                  | 1                                  | 27                                 | 59                                 | 5                                  | –                                  | –                                  | –                                  |
| 1989                                   | "You're The One"              | Mr. Jordan                           | –                                  | –                                  | –                                  | –                                  | –                                  | –                                  | –                                  | –                                  | –                                  |
| 1989                                   | "Mother Mary"                 | Mr. Jordan                           | –                                  | –                                  | –                                  | –                                  | –                                  | –                                  | –                                  | –                                  | –                                  |
| 1991                                   | "Saltwater"                   | Help Yourself                        | –                                  | –                                  | –                                  | –                                  | 6                                  | 1                                  | –                                  | 58                                 | –                                  |
| 1991                                   | "Help Yourself"               | Help Yourself                        | –                                  | –                                  | –                                  | –                                  | 53                                 | 30                                 | –                                  | 53                                 | –                                  |
| 1991                                   | "Rebel King"                  | Help Yourself                        | –                                  | –                                  | –                                  | –                                  | –                                  | –                                  | –                                  | –                                  | –                                  |
| 1991                                   | "Listen"                      | Help Yourself                        | –                                  | –                                  | 31                                 | –                                  | –                                  | –                                  | –                                  | –                                  | –                                  |
| 1992                                   | "Get a Life"                  | Help Yourself                        | –                                  | –                                  | –                                  | –                                  | 56                                 | –                                  | –                                  | –                                  | –                                  |
| 1993                                   | "Children Of The World"       | Coo – Soundtrack                     | –                                  | –                                  | –                                  | –                                  | –                                  | –                                  | –                                  | –                                  | –                                  |
| 1995                                   | "Col·le's Song"               | Mr. Holland's Opus – Soundtrack      | –                                  | –                                  | –                                  | –                                  | –                                  | –                                  | –                                  | –                                  | –                                  |
| 1998                                   | "All Alone" (amb Bald)        | Bald                                 | –                                  | –                                  | –                                  | –                                  | –                                  | –                                  | –                                  | –                                  | –                                  |
| 1998                                   | "Day After Day"               | Photograph Smile                     | –                                  | –                                  | –                                  | –                                  | 66                                 | –                                  | –                                  | –                                  | –                                  |
| 1998                                   | "I Don't Wanna Know"          | Photograph Smile                     | –                                  | –                                  | –                                  | –                                  | 125                                | –                                  | –                                  | –                                  | –                                  |
| 1998                                   | "Photograph Smile"            | Photograph Smile                     | –                                  | –                                  | –                                  | –                                  | –                                  | –                                  | –                                  | –                                  | –                                  |
| 2009                                   | "Lucy" (amb James Scott Cook) | senzill sense àlbum                  | –                                  | –                                  | –                                  | –                                  | –                                  | –                                  | –                                  | –                                  | –                                  |
| "—" denota que no va entrar en llista. |                               |                                      |                                    |                                    |                                    |                                    |                                    |                                    |                                    |                                    |                                    |

## Guardons
Nominacions
- 1986: Grammy al millor nou artista